# Consell Ministerial Nord-Sud
El Consell Ministerial Nord-Sud (en anglès: North/South Ministerial Council, NSMC; en gaèlic: An Chomhairle Aireachta Thuaidh-Theas; en scots de l'Ulster: North South Meinisterlie Council) és un organisme transfronterer establert en el marc de l'Acord de Divendres Sant per coordinar l'activitat i exercir certs poders governamentals per a tota l'illa d'Irlanda.
El consell pren la forma de reunions entre ministres tant de la República d'Irlanda com d'Irlanda del Nord, i és responsable de dotze àrees polítiques. Sis d'aquestes àrees són responsabilitat de les corresponents organitzacions implantades al nord i al sud. La seu del Consell es troba a Armagh, Irlanda del Nord.
El Consell Ministerial Nord-Sud i l'Assemblea d'Irlanda del Nord són institucions "dependents" l'una de l'altra: una no pot existir sense l'altra. Quan se suspèn l'Assemblea d'Irlanda del Nord, la responsabilitat de les àrees de cooperació recau en la Conferència Intergovernamental Britànic-irlandesa.